# Вилар Пеличе (Торино)
Вилар Пеличе (итал. Villar Pellice) је насеље у Италији у округу Торино, региону Пијемонт.
Према процени из 2011. у насељу је живело 809 становника. Насеље се налази на надморској висини од 676 м.

## Становништво
| 1931. | 1936. | 1951. | 1961. | 1971. | 1981. | 1991. | 2001. | 2011. |
| ----- | ----- | ----- | ----- | ----- | ----- | ----- | ----- | ----- |
| 1.743 | 1.620 | 1.471 | 1.304 | 1.252 | 1.219 | 1.207 | 1.187 | 1.120 |